# Antigny-la-Ville
Antigny-la-Ville – miejscowość i gmina we Francji, w regionie Burgundia-Franche-Comté, w departamencie Côte-d’Or.
Według danych na rok 1990 gminę zamieszkiwały 94 osoby, a gęstość zaludnienia wynosiła 11 osób/km² (wśród 2044 gmin Burgundii Antigny-la-Ville plasuje się na 816. miejscu pod względem liczby ludności, natomiast pod względem powierzchni na miejscu 1012.).